# Єгипетське королівство
Єги́петське королі́вство  (араб. المملكة المصرية, трансліт. Al-Mamlaka Al-Miṣreyya, дос. «Єгипетське королівство») — держава, що існувала в період з 1922 по 1953 рр. Королівство утворилося з Єгиптетського султанату, якому Велика Британія надала незалежність.

## Історія
Єгипет взяв участь у Другій світовій війні на боці союзників.
Більшість британських військ були виведені в район Суецького каналу в 1947 році.
У результаті військового перевороту 1952 офіцери скинули короля і проголосили монархом малолітнього Фуада II.
У 1953 було проголошено республіку.

## Монархи
- Ахмед Фуад I — 1922—1936
- Фарук I — 1936—1952
- Ахмед Фуад II — 1952—1953

## Демографія
Етнічні єгиптяни становили більшість населення Єгипту. Проте тисячі греків, євреїв, італійців, англійців, мальтійців, вірмен і сиро-ліванців були присутні в Єгипті (500 000 у 1939). Ці громади були відомі як Mutamassirun (єгиптянизовані). Незважаючи на те, що ці громади були іноземцями, вони брали участь у єгипетському суспільстві і вважалися єгипетськими націоналістами однорідними групами. Більшість членів громади Mutamassirun покинули Єгипет у 1950-х. Після Суецької кризи 1956 понад 1000 із 18 000 людей, які мали британське чи французьке громадянство, були вислані, і їм дозволили взяти з собою лише одну валізу та невелику суму готівки.